# Madouri
Madouri (griechisch Μαδουρή (f. sg.), Aussprache [maðuˈri]) ist eine kleine Insel der Tilevoides im Ionischen Meer. Sie liegt gegenüber der Stadt Nydri auf Lefkada und gehört zum Gemeindebezirk Ellomenos der Gemeinde Lefkada. 

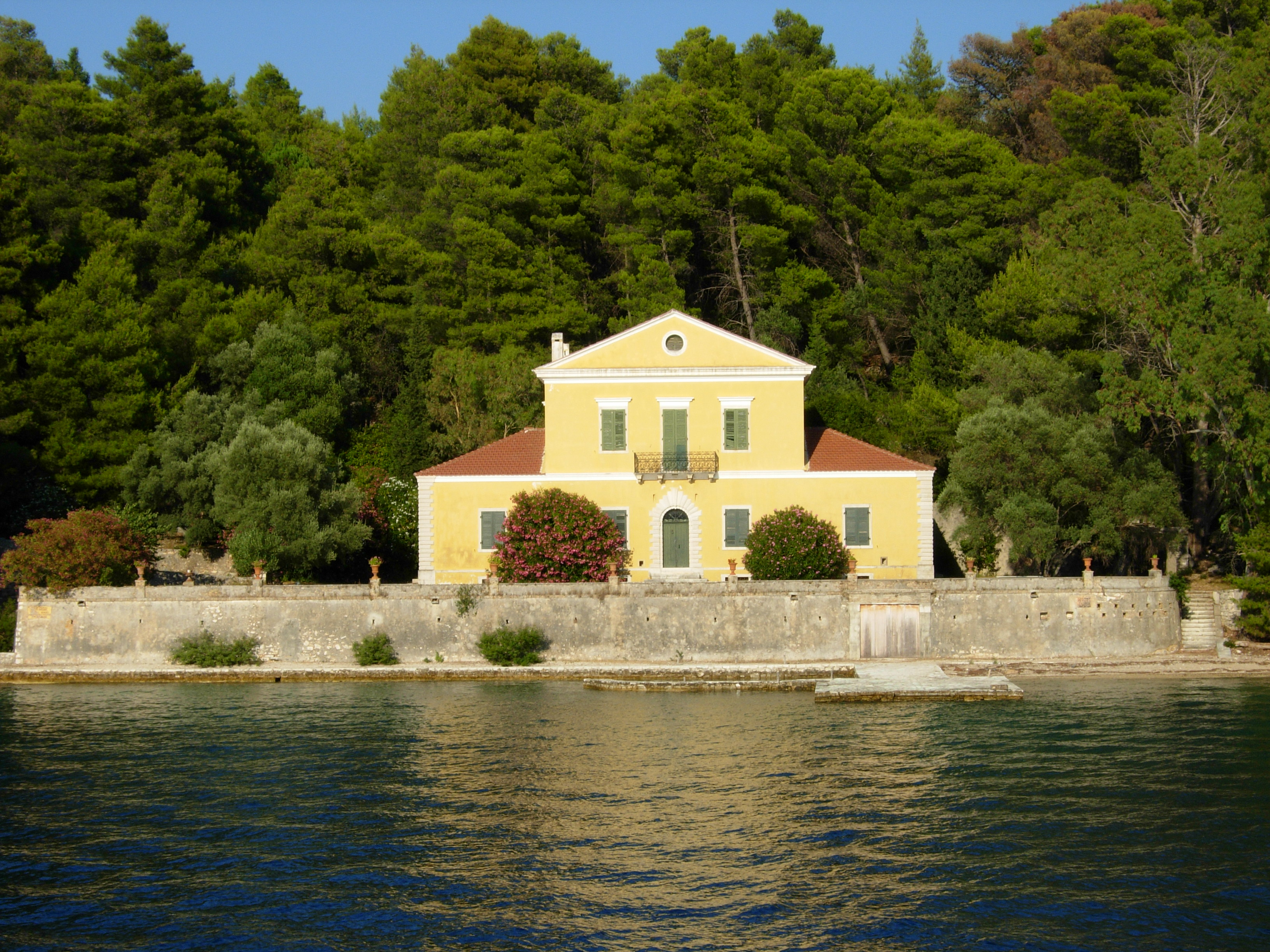
Herrenhaus der Familie Valaoritis auf Madouri

Die bewaldete Insel ist das Privateigentum der Familie Valaoritis (Βαλαωρίτης), die hier auch ihr Herrenhaus errichteten. Eine Kirche im gotischen Stil ist ebenfalls im Eigentum der Familie. 
Der Dichter Aristotelis Valaoritis (1824–1879) wuchs auf der Insel auf und lebte dort; heute gehört sie zum Besitz von Nanos Valaoritis und Elena Karapanagiotis, den Urenkeln des Dichters.